# 退毛马先蒿
退毛马先蒿（学名：Pedicularis glabrescens）为列当科马先蒿属的植物，为中国的特有植物。分布在中国大陆的云南等地，生长于海拔3,500米的地区，常生于山路旁湿润处，目前尚未由人工引种栽培。